# Boris Nadejdine
Boris Borissovitch Nadejdine (en russe : Борис Борисович Надеждин), né le 26 avril 1963, est un homme politique de l'opposition russe. Il a été député à la Douma d'État de 1999 à 2003. Il est également conseiller municipal à Moscou et était considéré comme un proche allié de l'opposant assassiné Boris Nemtsov. En novembre 2023, Nadejdine annonce sa candidature à l'élection présidentielle russe de 2024, mais elle est invalidée en février 2024,.

## Origines
Nadejdine est né à Tachkent, en RSS d'Ouzbékistan, en URSS. Il a des origines russe, ukrainienne, polonaise, roumaine et juive. Il a survécu au tremblement de terre de Tachkent, survenu le jour de son troisième anniversaire. En 1969, ses parents l'emmènent dans la ville de Dolgoproudny (oblast de Moscou), où son père étudie à l'Institut de physique et de technologie de Moscou (MIPT) et sa mère est étudiante au Conservatoire Tchaïkovski de Moscou.
Pendant cinq générations dans la famille Nadejdinee, tous les hommes portaient le nom de Boris. Son grand-père paternel était un compositeur soviétique ouzbek et professeur agrégé au Conservatoire de Tachkent, et son grand-père maternel a fui l'Ukraine pour l'Ouzbékistan après la Révolution d'Octobre de 1917.

## Éducation
En 1979, il remporte le deuxième prix à l'Olympiade mathématique de toute l'Union soviétique parmi les lycéens. Cette année-là, il est diplômé de l'école spécialisée n°18 en physique et mathématiques de l'Université d'État de Moscou. En 1985, il est diplômé avec distinction du MIPT. De 1985 à 1990, il a été ingénieur et chercheur au Centre de recherche de l'Union soviétique pour l'étude des propriétés de surface et du vide[réf. nécessaire].

## Carrière politique
Nadejdine a été député de la IIIe législature de la Douma d'État de 1999 à 2003.
Nadejdine s'est présenté aux élections législatives russes de 2003 dans la 109e circonscription de Mytichtchi dans l'oblast de Moscou. Il a perdu les élections face à l'ancien commandant du district de Moscou des troupes intérieures, Arkady Baskaïev (parti populaire de la fédération de Russie). Le parti Union des forces de droite, dont Nadejdine était membre, a également perdu lors des élections. En même temps, des élections ont eu lieu pour le Conseil des députés de Dolgoproudny, au cours desquelles la liste « Cité de l'Espoir », soutenue par Nadejdine, a également perdu.
En août 2005, Nadejdine devint membre du groupe d'initiative pour la nomination de l'ancien dirigeant de Ioukos, Mikhaïl Khodorkovski, à la Douma d'État lors des élections partielles de 201e district universitaire de Moscou. La nomination n'a pas eu lieu en raison de l'entrée en vigueur du verdict dans la première affaire pénale contre Ioukos.
En mars 2007, Nadejdine était candidat de l'Union des forces de droite aux élections à la Douma de l'oblast de Moscou. D'après les résultats de la commission électorale régionale, le parti a perdu les élections. Cependant, Nadejdine a déclaré que, selon ses données, l'Union des forces de droite avait surmonté la barrière des 7 % :

« Le chiffre de 7,08 % a été affiché sur le site Internet de la Commission électorale centrale, et il a même été diffusé à la télévision, puis la commission électorale a annoncé que nous avions 6,9 %. Cette différence nous a tout simplement été volée ! »

Nadejdine a accusé le vice-gouverneur d'alors, de l'oblast de Moscou, Alexeï Panteleïev, de fraude (selon Nadejdine, les résultats ont été ajustés en faveur de Russie unie ).
Entre le 6 novembre 2008 et 2011, Nadejdine était membre du Conseil politique fédéral du parti Juste Cause,.
Le 3 août 2011, Nadejdine, en tant que chef de la branche de l'oblast de Moscou de Juste Cause, a déclaré dans une interview : « Dans la branche de l'oblast de Moscou, nous voulons absolument traiter de la question « russe ». D'après Nadejdine, il avait déjà organisé plusieurs réunions sur cette question avec la participation de nationalistes ; « Et c'est pourquoi des officiers et de jeunes skinheads rejoignent désormais en masse mon département ».
Il a cité des études selon lesquelles, ces dernières années, environ 400 000 personnes des régions du sud de la Russie se sont installées dans l'oblast de Moscou pour y résider de manière permanente. En défendant sa position, Nadejdine a souligné que « l'oblast de Moscou est une terre russe ». Le chef du parti Mikhaïl Prokhorov a réagi assez vivement à ces déclarations, en écrivant sur son blog : « Nous n'avons inclus aucun nationaliste dans les listes d'aucun parti et nous ne les inclurons pas. Juste Cause ne traitera avec aucun mouvement nationaliste ». Certains membres du parti ont proposé d'expulser Nadejdine du parti.
Lors des élections législatives russes de 2011, Nadejdine a refusé de figurer parmi les trois premiers de la liste électorale fédérale de Juste Cause, mais a été en tête de la liste du parti aux élections à la Douma de l'oblast de Moscou.
Le 26 décembre 2011, Nadejdine a quitté Juste Cause, expliquant sa décision par sa volonté de créer un nouveau parti de droite avec l'ancien ministre des Finances de la fédération de Russie, Alexeï Koudrine.
En février 2012, à l'approche de l'élection présidentielle russe de 2012, Nadejdine a envoyé une offre pour devenir représentant autorisé au siège électoral de tous les candidats à la présidentielle, y compris Vladimir Poutine,. Nadejdine a expliqué cela par son souhait de pouvoir nommer des observateurs dans les bureaux de vote. Il n'a cependant pas réussi à devenir le représentant autorisé de Poutine, mais il est devenu l'observateur de Poutine. À la mi-février 2012, il a été enregistré comme représentant autorisé de Sergueï Mironov.
Le 10 décembre 2015, lors d'une réunion du parti Russie unie, Nadejdine a annoncé qu'il voulait participer à ses primaires de 2016 pour participer aux élections à la Douma d'État, en se présentant dans la 118e circonscription de Dmitrov. Cette décision a suscité des critiques de la part de ses collègues politiques du camp libéral,. Nadejdine lui-même a expliqué sa participation aux primaires par son désir de commencer la campagne électorale plus tôt ; il n’avait pas l’intention de se présenter aux élections de Russie unie. Il a perdu aux primaires face à Irina Rodnina.
Lors des élections législatives russes de 2016, Nadejdine était la tête de liste du Parti de la croissance dans l'oblast de Moscou sans adhérer au parti lui-même. Le 22 décembre 2016, dans une interview au journal Kommersant, il a déclaré qu'il souhaitait au Parti de la croissance « succès et bonne chance » mais n'avait pas l'intention de s'associer au parti car « il n'y voyait aucune perspective ».
Nadejdine s'est présenté à l'élection gouvernorale de l'oblast de Moscou en 2018 pour le Parti de la croissance.
En 2019, Nadejdine était la tête de liste du parti Russie juste aux élections au conseil municipal de la ville de Dolgoproudny. Il a été élu député du Conseil des députés de l'okroug urbain de Dolgoproudny de l'oblast de Moscou. Il dirigeait la faction du parti Russie juste au Conseil des députés, mais n'était pas membre du parti.
En mars 2020, Nadejdine a signé une tribune aux citoyens russes contre l'adoption d'amendements à la Constitution russe proposés par Vladimir Poutine.
À l'approche des élections législatives russes de 2021, Nadejdine a été nommé candidat dans la circonscription électorale no 118 de Dmitrov, dans l'oblast de Moscou, lors du congrès de Russie juste. Zakhar Prilepine, coprésident de Russie juste, a exprimé son mécontentement, soulignant que les idées du programme de Russie juste ne correspondent pas aux convictions libérales de Nadejdine. Selon les résultats, Nadejdine a pris la 2de place, avec 40 421 voix (17,12%), perdant face à la candidate de Russie unie, Irina Rodnina.
En septembre 2022, alors que la Russie se retirait de l'oblast de Kharkiv en Ukraine, Nadejdine a critiqué les services de renseignement russes et a appelé à des négociations pour mettre fin au conflit dans une émission de NTV. Il a fustigé la stratégie de guerre de la Russie, affirmant qu'il était impossible de vaincre l'Ukraine avec les méthodes et les matériaux actuels, qualifiant cette stratégie de « méthodes de guerre coloniale ». Quelques jours plus tard, sur la chaîne Rossiya-1, le propagandiste Vladimir Soloviev a appelé à l'arrestation de Nadejdine.
En janvier 2023, Nadejdine a suggéré que « la guerre était une erreur désastreuse » dans l'émission de NTV Mesto Vstrechi. Au cours de la dernière semaine de mars 2023, il a été décrié dans la même émission après avoir suggéré que l’Occident était plus puissant que la Russie.
Lors de l'élection gouvernorale de l'oblast de Moscou de 2023, Nadejdine s'est présenté comme candidat du parti Initiative civique, mais s'est vu refuser l'enregistrement car il n'a pas pu recueillir le nombre requis de signatures de députés municipaux pour se présenter.

### Campagne présidentielle 2024

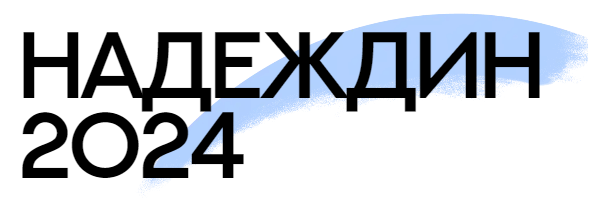
Logo de la campagne présidentielle de Nadejdine 2024.

Le 27 mai 2023, Nadejdine a appelé à l'élection d'un nouveau gouvernement en Russie afin de mettre fin à la guerre contre l'Ukraine et de construire des relations avec l'Europe,.
Le 6 octobre 2023, la candidature de Nadejdine à l'élection présidentielle de 2024 a été annoncée par Dmitri Kisiïev, fondateur du « Quartier général des candidats », sur ses réseaux sociaux,. Le 31 octobre 2023, Nadejdine a annoncé qu'il se présenterait avec l'étiquette du parti Initiative civique.
Son manifeste déclare qu'il est contre « l'usage injustifié de la force militaire contre d'autres pays » et pour « la coopération avec les pays occidentaux ». Nadejdine a accusé Vladimir Poutine de ramener la Russie dans le passé et a exprimé son inquiétude quant au fait que la Russie devienne un vassal de la Chine après avoir été coupée des pays occidentaux à la suite de l'invasion de l'Ukraine.
Sa candidature est invalidée en février 2024,. Selon Nadejdine, sa montée dans les sondages, passant de 1,5 % à 10,4 % des intentions de vote, laissait prévoir cette manœuvre : « si j’étais aujourd’hui à 1 % dans les sondages, je n’aurais aucun doute sur la validation de ma candidature ».

### Position sur la guerre en Ukraine
Nadejdine a déclaré que la fin de la guerre était l'une des principales déclarations de son programme électoral et qu'il souhaitait signer un traité de paix avec l'Ukraine. Cependant, il n'a pas parlé avec précision des termes de ce traité.

## Activité publique
Nadejdine est invité régulièrement par des talk-shows sociopolitiques des chaînes de télévision russes.